# Liniewko Kaszubskie (przystanek kolejowy)
Liniewko Kaszubskie – nieczynny przystanek kolejowy w Liniewko Kościerskie.
Przystanek kolejowy jest położony w południowej części Liniewka Kościerskiego, zwanej Liniewkiem Kaszubskim.

## Historia
Linia kolejowa Pszczółki-Kościerzyna na której znajduje się stacja Nowy Barkoczyn powstała w 1885 w ramach budowy Królewskiej Kolei Wschodniej.
Linia 233 aż do 1930 była najkrótszą trasą łączącą Kościerzynę z Gdańskiem a potem z Trójmiastem.
Ruch pociągów został wstrzymany w 1994 roku. Później linia była obsługiwana jeszcze zastępczą komunikacją autobusową.

## Linia kolejowa
Przez Nowy Barkoczyn przechodzi linia kolejowa nr 233, obecnie rozebrana linia była niezelektryfikowana, normalnotorowa, jednotorowa.

## Pociągi
Ruch pociągów osobowych został wstrzymany w 1993 roku.
Ruch pociągów towarowych został wstrzymany w 2001 roku.

## Infrastruktura
Dworzec jest obecnie zamieszkany.
Perony są niskie, nie kryte. Nawierzchnia peronów była pokryta płytami chodnikowymi, obecnie niewierzchnia jest rozebrana.